# Алькер

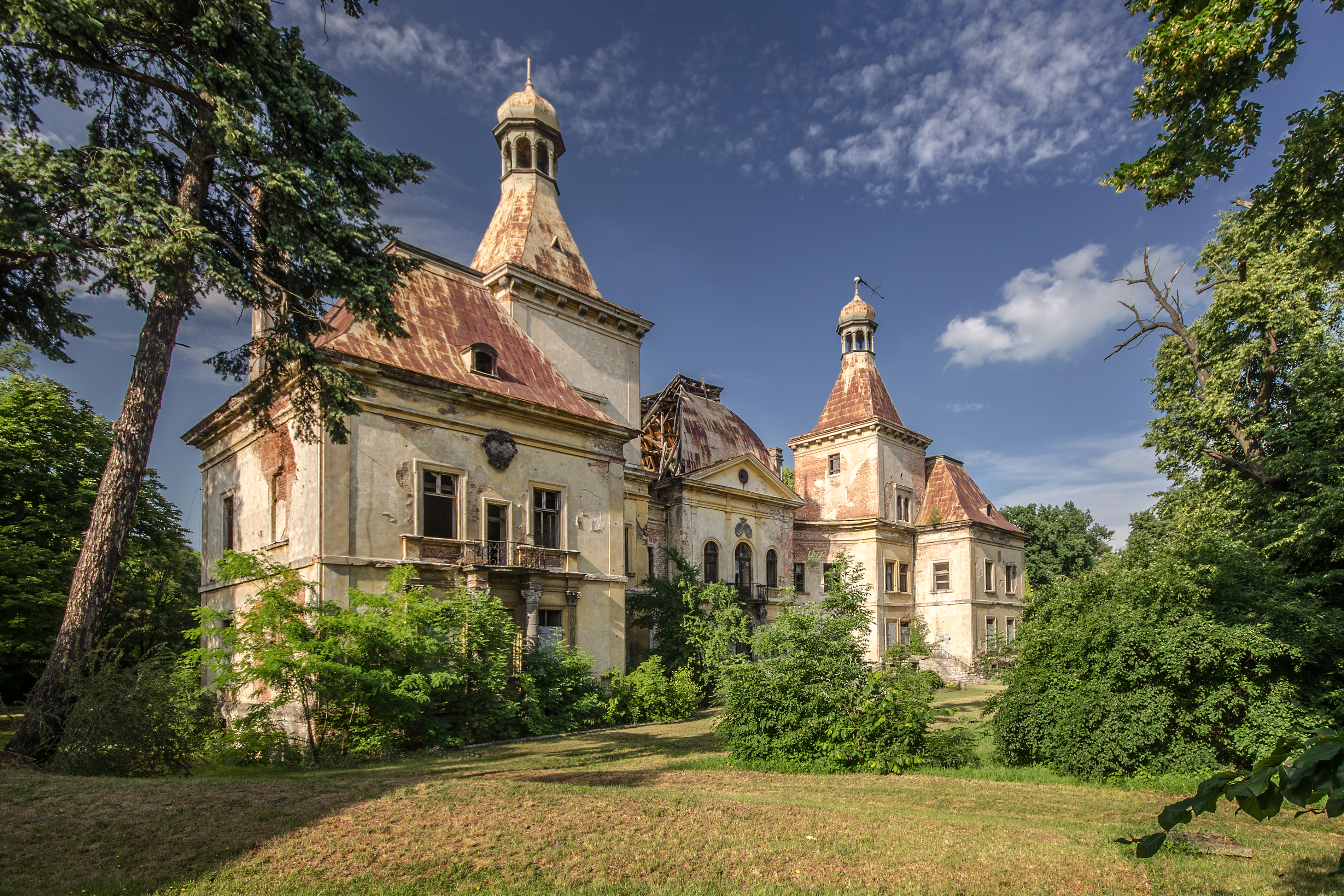
Палац в Маньчицях 1711 року (Польща)

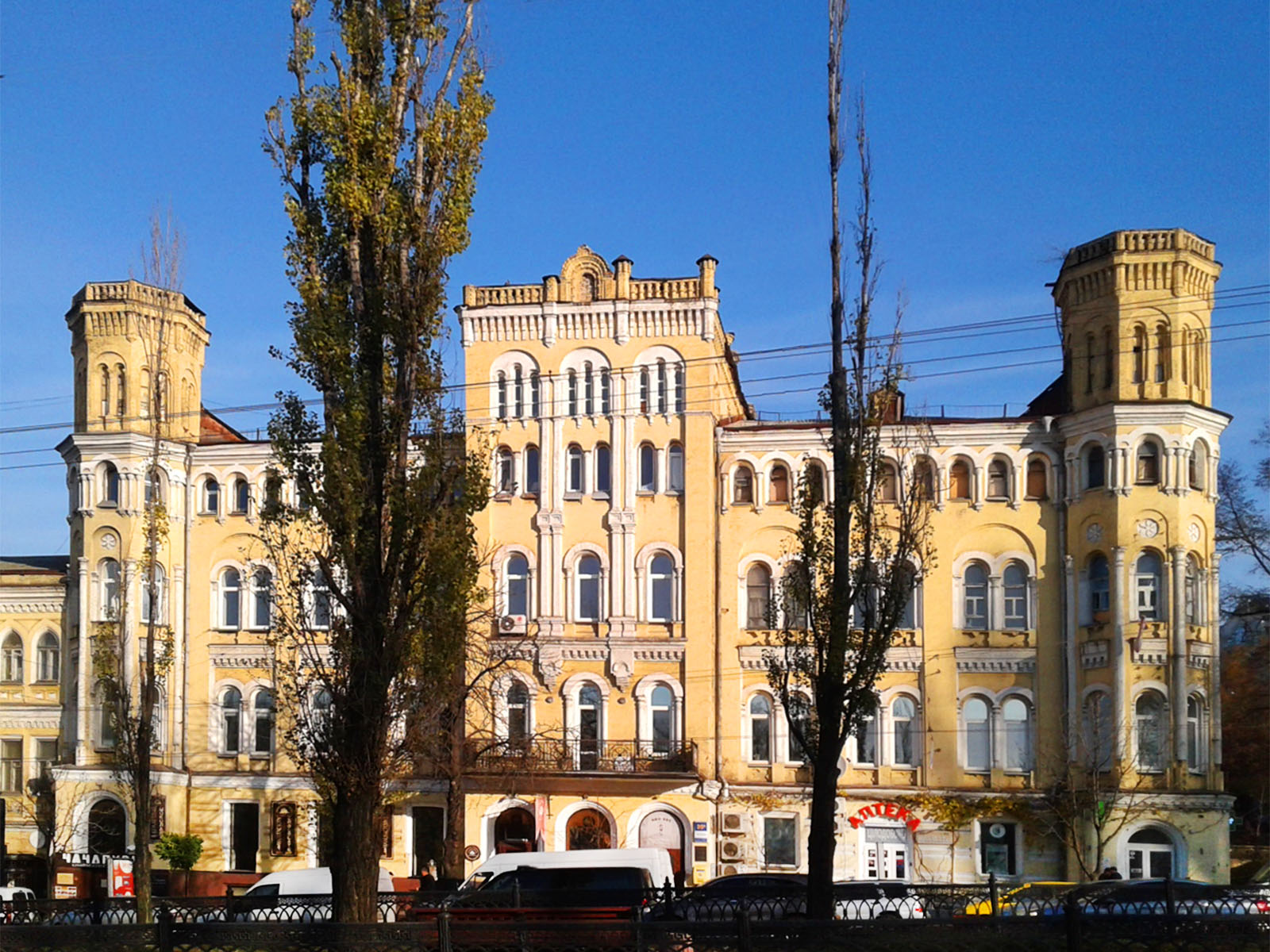
Замок Фроммета. Київ

Альке́р, а́лькеж (через пол. alkierz і чеськ. alker від давн.в-нім. arkēre, де через французьке посередництво сходить до лат. arcus) — в архітектурі наріжна окрема частина будівлі, яка виступає зовні за площину стін. Походять від східноєвропейських замкових веж XVI—XVII сторіччя, де розміщувались лучники для оборони.
Алькири характерні для шляхетських садиб Польщі, Західної України і Білорусі XVII—XVIII сторіччя. Зводилися під впливом бароко як дво- або чотиривежовоподібні прибудови в торцях будинку, накриті окремими дахами. У XVIII — на початку XIX сторіччя іноді мали вигляд ризалітів, що надавало будівлям вигляд барокової П-подібної в плані композиції.
Із середини XVIII сторіччя алькири перетворились на розвинені крила садибного будинку. Використовувалися до початку XX сторіччя як літні спальні, кабінети або службові приміщення. Іноді обігрівалися грубою.

## Ванькир
Ваньки́р, вальки́р, альки́р, чи зменш. ванькирчик, алькирик (сходить до alkierz) — маленька, кутова або бічна, житлова кімната, відокремлена стіною від великої. В українських хатах відділений від світлиці ванькир міг використовуватися як кухня, дитяча чи спальня. Для позначення невеликої прибудови, комірчини, невеликого відсіку у приміщенні, коморі, шафі вживалося також слово прикала́бок.